# Douglas Melton
Pour les articles homonymes, voir Melton.
Douglas Melton, né le 26 septembre 1953, est le codirecteur du Harvard Stem Cell Institute. Ses recherches portent sur les cellules souches, en partie motivées par le diabète de son fils.
En 2001, lorsque le président américain George W. Bush coupa les fonds de la recherche sur les cellules-souches embryonnaires, Douglas Melton utilisa des fonds privés pour créer plus d'une centaine de lignées de cellules souches qu'il distribua gratuitement à des laboratoires américains.